# Obetia ficifolia
Obetia ficifolia là loài thực vật có hoa trong họ Tầm ma. Loài này được Gaudich. mô tả khoa học đầu tiên năm 1844.